# فاتسلاف ييزيك

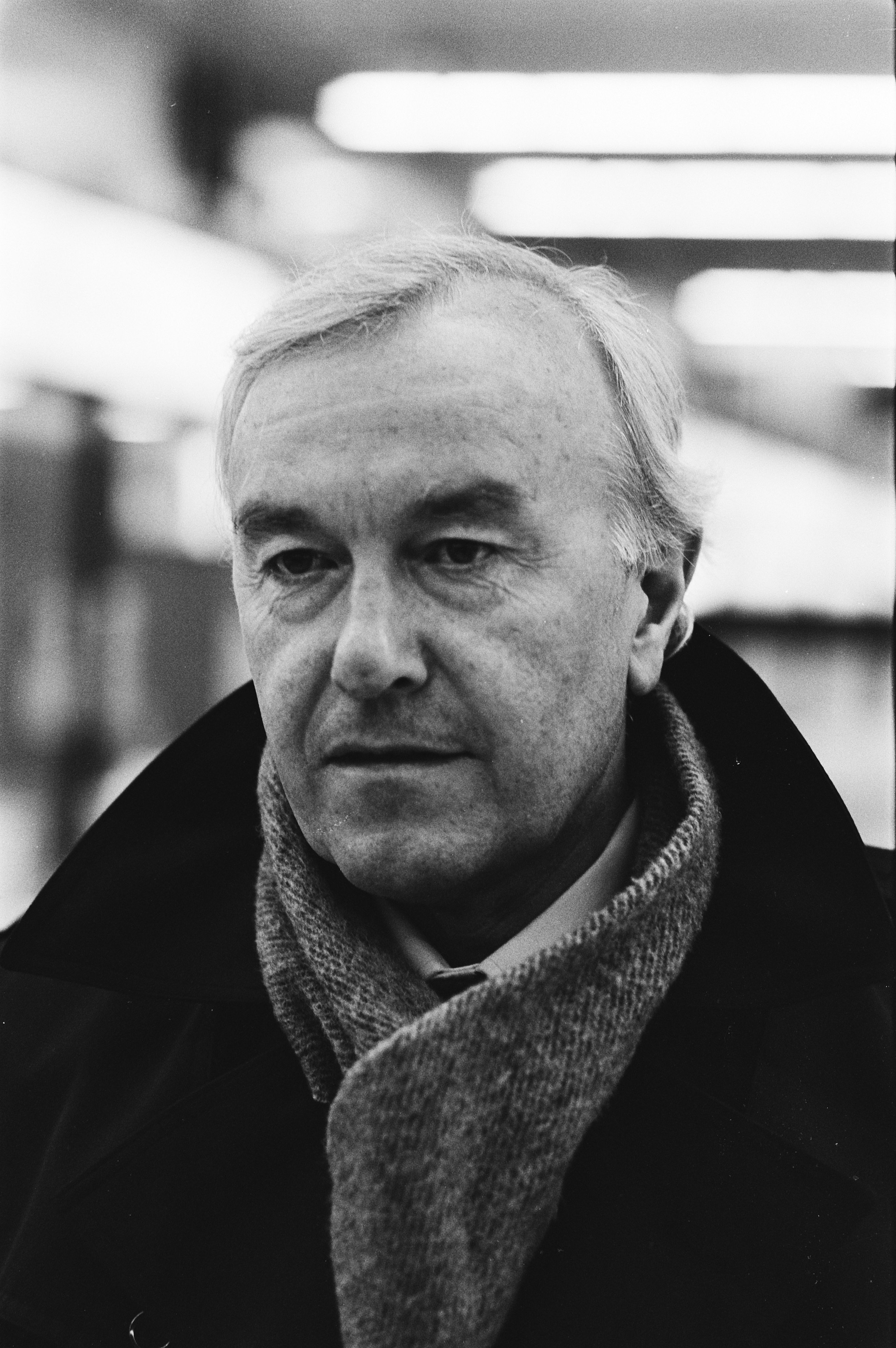
فاتسلاف ييزيك

فاتسلاف ييزيك، من مواليد 1 أكتوبر 1923 في زفولين، وتوفي في 27 أغسطس 1995 في براغ، مدرب كرة قدم تشيكوسلوفاكي.
درب منتخب تشيكوسلوفاكيا لكرة القدم الفائز بكأس الأمم الأوروبية لكرة القدم 1976.

## وصلات خارجية
- فاتسلاف ييزيك على موقع قاعدة بيانات كرة القدم.إي يو (الإنجليزية)
- فاتسلاف ييزيك على موقع ناشيونال فوتبول تيمز (الإنجليزية)
- فاتسلاف ييزيك على موقع عالم كرة القدم.نت (الإنجليزية)